# Solieria dubia
Solieria dubia är en tvåvingeart som först beskrevs av Macquart 1854.  Solieria dubia ingår i släktet Solieria och familjen parasitflugor.
Artens utbredningsområde är Frankrike. Inga underarter finns listade i Catalogue of Life.